# Nikolay Benardos
Nikolay Nikolayevich Benardos (em russo:  Николай Николаевич Бенардос) (1842-1905) inventor russo criador da soldagem a arco elétrico em 1881, em parceria com Stanisław Olszewski.

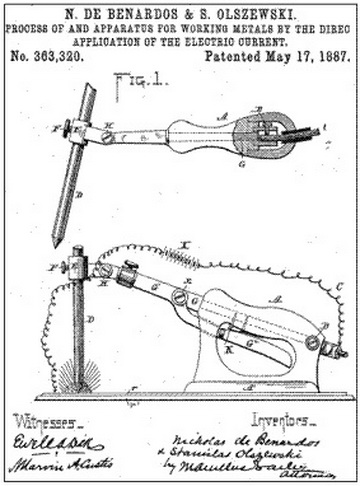
A patente do soldagem a arco eletrico chamada de Elektrogefest.

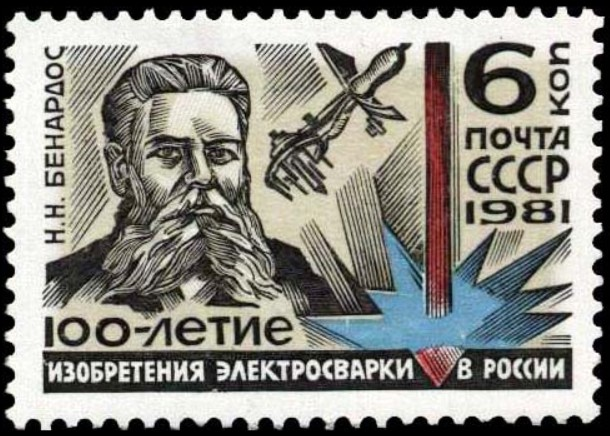
Selo postal sovietico em homegangem ao centenario da invenção da soldagem a arco eletrico.